# Крем, Уильям
Уильям Крем (англ. William Krehm; 23 ноября 1913, Торонто — 19 апреля 2019, там же) — канадский политик, писатель
, журналист, троцкист.

## Биография
Родился в еврейской семье, эмигрировавшей в Канаду из Российской империи. Жил в Нью-Йорке, где работал, продавая шляпы. После биржевого краха 1929 года увлекся марксизмом.
Вернувшись в Торонто, в течение двух лет изучал математику в университете Торонто, затем из-за отсутствия средств бросил учёбу.
В 1932 году примкнул к троцкистам. Позже возглавил оппозиционную фракцию к лидеру канадских троцкистов Морису Спектору и вышел из организации, перебравшись в Монреаль, где стал лидером партийного отделения. В 1934 году Крем и его последователи в Канаде и Соединенных Штатах покинули Коммунистическую Лигу Америки и сформировали Организационный комитет Революционной рабочей партии (позже известной, как Лига Революционной рабочей партии), связанной с международной организацией, известной как Международное бюро революционных социалистических партий или Лондонское бюро. Kрем стал руководителем канадской группы и редактором её газеты «Workers Voice».
В июле 1936 года Крем отправился в Европу и одним из 1600 канадцев стал добровольцем, участником Гражданской войны в Испании на стороне республиканцев. Сражаясь в рядах ополчения, сформированного партией ПОУМ, встречался с Дж. Оруэллом, столкнулся с проявлениями фракционной борьбы в среде левых, особенно со стороны просталинских коммунистов. Был пропагандистом, переводчиком и журналистом. Находился в Барселоне во время майских уличных боев, когда Объединенная социалистическая партия Каталонии, связанная с Коминтерном, пыталась ликвидировать троцкистскую ПОУМ. В июне 1937 года, после того, как ПОУМ была объявлена вне закона в Испании, Крем с группой товарищей был арестован по подозрению в шпионаже и провёл в тюрьме три месяца. Выпущен на свободу после голодовки, вывезен полицией на французскую границу и выслан из Испании в августе 1937 года. После возвращения в Торонто, написал брошюру «Испания: революция и контрреволюция» . Совершил поездку по Канаде и США, выступая с речами об Испании.
Продолжил активную политическую деятельность на территории Канады, США, Латинской Америки. Занимался журналистикой, был корреспондентом в Мексике.
В 1980-х годах стал одним из основателей Комитета по денежно-кредитной и экономической реформе. Разбогател на продаже недвижимости.
Умер в Торонто в возрасте 105 лет.

## Избранная библиография
- SPAIN: Revolution and Counter-Revolution (1937)
- Democracia y tiranias en el Caribe (1947)
- Growing Pains for Latin America (1948)
- Price in a mixed economy: Our record of disaster (1975)
- Babel’s tower: The dynamics of economic breakdown (1977)
- How to Make Money in a Mismanaged Economy and Other Essays (1980)
- Democracies and tyrannies of the Caribbean (1984, originally published in Spanish in 1947)
- A power unto itself : the Bank of Canada : the threat to our nation’s economy (1993)